# 아조그
아조그(Azog)는 호빗에 등장하는 오크이다. 스로르와 스라인을 에레보르의 외로운 산을 뺏으며 살해했다. 오크들의 왕들로 취급받으며, 어느 오크들과 같이 늑대를 타고다니며 참나무방패 소린과 13가신이 에레보르의 외로운 산을 찾으러 갈 때 계속 방해했다. 사우론과 손을 잡아 세력을 거대하게 키웠으며, 요정들과 난쟁이들이 싸울 때 참전해 다섯군대 전투가 시작되었다. 그러나 요정과 난쟁이가 손을 잡아 패배했고, 참나무방패 소린과 마지막 결투를 벌이다 살해당했지만, 죽기 전에 소린을 죽이며 생을 마쳤다.